# Adolf Fischera

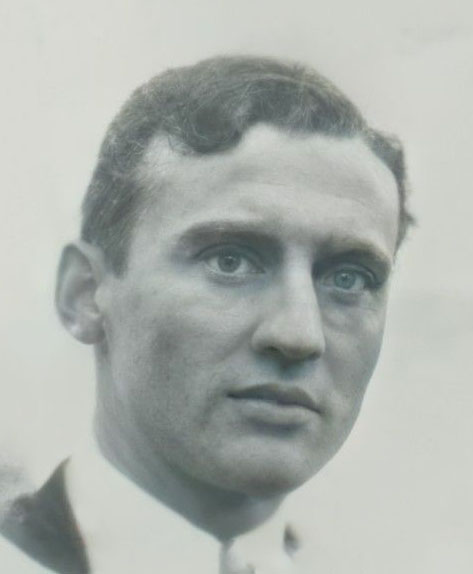
Adolf Fischera (1912)

Adolf Franz „Adi“ Fišera, üblicherweise Adolf Fischera geschrieben und auch unter dem Pseudonym Ra tätig, (* 22. August 1888 in Wien; † 25. August 1938 in Klosterneuburg) war ein österreichischer Fußball-Nationalspieler. Der Stürmer galt als einer der spielstärksten österreichischen Fußballer der Vorkriegszeit.

## Leben & Karriere
Adi Fischera wurde 1888 als Sohn des aus Poniklá in Böhmen stammenden Schuhmachers Franz Fišera und seiner aus Dobešov in Böhmen stammenden Frau Josepha (geb. Dvořák) geboren.
Er wird von seinem ehemaligen Sturmkollegen in der Nationalmannschaft, Wilhelm Schmieger, als „einer der glanzvollsten Spieler Wiens, ein wunderbarer Techniker und Dribbler“ beschrieben. Fischera hatte seine Karriere beim ASK Schwechat begonnen, von dem er 1905 zum AC Viktoria Wien und 1908 schließlich zum Wiener AC kam. Bei den Praterleuten bildete er gemeinsam mit Johann Studnicka und Johann Andres den bekannten Innensturm aus den Anfangstagen des österreichischen Fußballs. Höhepunkt der drei war dabei der 2:1-Sieg über den damals dreifachen englischen Meister FC Sunderland am 20. Mai 1909, bei dem auch Adi Fischera scorte. Seit 1908 zählte Adi Fischera auch zu den österreichischen Nationalspielern, sein Debüt gegen Ungarn am 3. Mai lief mit 4:0 nach Maß.
Zwistigkeiten mit der Vereinsführung des WAC sorgten allerdings dafür, dass Fischera sich mit zahlreichen weiteren Spielern vom WAC löste und gemeinsam mit ihnen den neuen Klub WAF ins Leben rief. Beide Vereine starteten auch in der in der Saison 1911/12 erstmals durchgeführten Ligameisterschaft des ÖFV – der WAF wurde Dritter, der WAC Vierter. In der Generalprobe für die Olympischen Spiele 1912 setzte sich Fischera beim 1:1 gegen Ungarn durch den späten Ausgleich in Szene, Streitigkeiten mit dem ÖFV verhinderten letztlich aber die Fahrt aller WAF-Spieler nach Stockholm. Bald jedoch sah man Fischera und seine Kollegen wieder im Nationaldress.
In der Saison 1913/14 holte der WAF schließlich den Meistertitel, zwei Tore trug Fischera im entscheidenden Spiel gegen die Vienna bei. Es war zweifelsohne der Karrierehöhepunkt Fischeras, der am 3. Mai 1914 wohl auch sein bestes Länderspiel lieferte, als er fast im Alleingang die Ungarn mit einem Doppelpack 2:0 besiegte. Nach Ende des Ersten Weltkrieges entschloss sich der Stürmer schließlich, zu seinen Wurzeln zurückzukehren und ging zum SC Germania Schwechat in die Zweite Klasse B. Dort spielte er an der Seite von Richard „Little“ Kohn. Der Mannschaft gelang 1919 der Aufstieg in die Zweite Klasse A. Fischera sorgte beim 21:0-Kantersieg im ÖFB-Cup gegen den SC Tulln für Schlagzeilen, als er mit neun Toren einen bis heute unerreichten Rekord aufstellte.
Zu Beginn des Jahres 1920 entschloss sich Adi Fischera, in das Saarland zu gehen und bei Borussia Neunkirchen als Spielertrainer zu arbeiten. Erfolge wie der Gewinn des Süddeutschen Pokals 1921 sowie der erstmalige Gewinn der Saarmeisterschaft und die damit verbundene Teilnahme an der Endrunde der deutschen Meisterschaft konnten erreicht werden. Nach zwei Jahren kehrte Fischera schließlich 1922 in seine Geburtsstadt Wien zurück, wo er nach einem starken Länderspiel gegen Italien noch einmal eine „zweite Karriere“ startete. In der Meisterschaft spielte er wiederum für den WAF und letztlich auch 1923/24 für die Vienna, zeitweise war er auch für Germania Schwechat tätig. Mit dem WAF wurde er noch Cupsieger, mit der Vienna noch einmal Vizemeister. Dem Italien-Spiel folgten noch fünf weitere Partien in der Nationalmannschaft, gegen die Schweiz gab es auch noch einen Fischera-Doppelpack.
Nach seiner aktiven Karriere war er als Telegraphenbeamter tätig und erlag 50-jährig einem Herzanfall.

## Erfolge
- 1 × Österreichischer Meister: 1914
- 3 × Österreichischer Vizemeister: 1913, 1915, 1924
- 1 × Österreichischer Cupsieger: 1922
- 1 × Süddeutscher Pokalsieger: 1921
- 15 Länderspiele und 8 Tore für die österreichische Fußballnationalmannschaft von 1908 bis 1923